# Campagne de la Red River
Batailles
Campagne de la Red River
- Fort De Russy
- Mansfield
- Pleasant Hill
- Blair's Landing
- Monett's Ferry
- Mansura
- Yellow Bayou

La campagne de la Red River (ou expédition de la Red River) est une série de manœuvres militaires et de combats livrés du 10 mars au 22 mai 1864 le long de la Red River (Louisiane) pendant la guerre de Sécession. La campagne, engagée à l'initiative de l'Union, impliqua quelque 30 000 soldats de l'Union, sous le commandement du major-général Nathaniel Prentice Banks, opposés aux hommes de l'armée des États confédérés commandés par le lieutenant-général Richard Taylor, dont le nombre oscilla entre 6 000 et 15 000.
Le plan de campagne avait été conçu par Henry Wager Halleck, le général en chef de l'Union, comme une diversion par rapport à l'offensive contre les confédérés menée par le lieutenant-général Ulysses S. Grant, en utilisant pour ce faire l'armée du Golfe commandée par Banks pour s'emparer de Mobile en Alabama. Caractérisée par une planification défaillante et des décisions contestables, la campagne de la Red River se conclut sur un échec de l'Union qui n'atteint pleinement aucun de ses objectifs. Taylor parvint à défendre la vallée de la Red River avec un effectif réduit. Cependant, le supérieur immédiat de Taylor, le général Edmund Kirby Smith en décidant d'envoyer la moitié de ses forces vers le nord et l'Arkansas, au lieu de lui ordonner de poursuivre Banks vers le sud après la bataille de Mansfield et celle de Pleasant Hill, créa une inimitié durable entre lui et Taylor.

## Objectifs de l'Union
L'armée de l'Union s'était fixé quatre objectifs au début de la campagne :
- détruire les unités confédérées commandées par Taylor ;
- s'emparer de Shreveport, quartier-général du département confédéré trans-Mississippi, contrôler la Red River vers le nord et occuper l'est du Texas ;
- confisquer cent mille balles de coton stockées dans les plantations bordant la Red River ;
- mettre en place des autorités favorables à l'Union dans la région.

Les stratèges de Washington pensaient que l'occupation de l'est du Texas et le contrôle de la Red River détacheraient le Texas du reste de la Confédération. Cet État était en outre une source importantes de ravitaillement, d'armes et de nourriture pour les troupes confédérées.
D'autres historiens ajoutent que la campagne était également motivée par les inquiétudes que suscitaient, à Washington, les 25 000 soldats français envoyés au Mexique par Napoléon III et placés sous le commandement de l'empereur Maximilien. Les Confédérés avaient en effet offert de reconnaître de gouvernement de Maximilien, en échange d'une reconnaissance de la Confédération par la France. Ils espéraient également avoir accès, à travers cette reconnaissance, aux marchandises qui leur faisaient défaut.
Finalement, le président Abraham Lincoln se déclara néanmoins satisfait de la campagne menée par Banks sur la côte du Texas, entre novembre et décembre 1863, lui écrivant : « Tous mes remerciements pour votre campagne utile et couronnée de succès au Texas ».

## Forces en présence

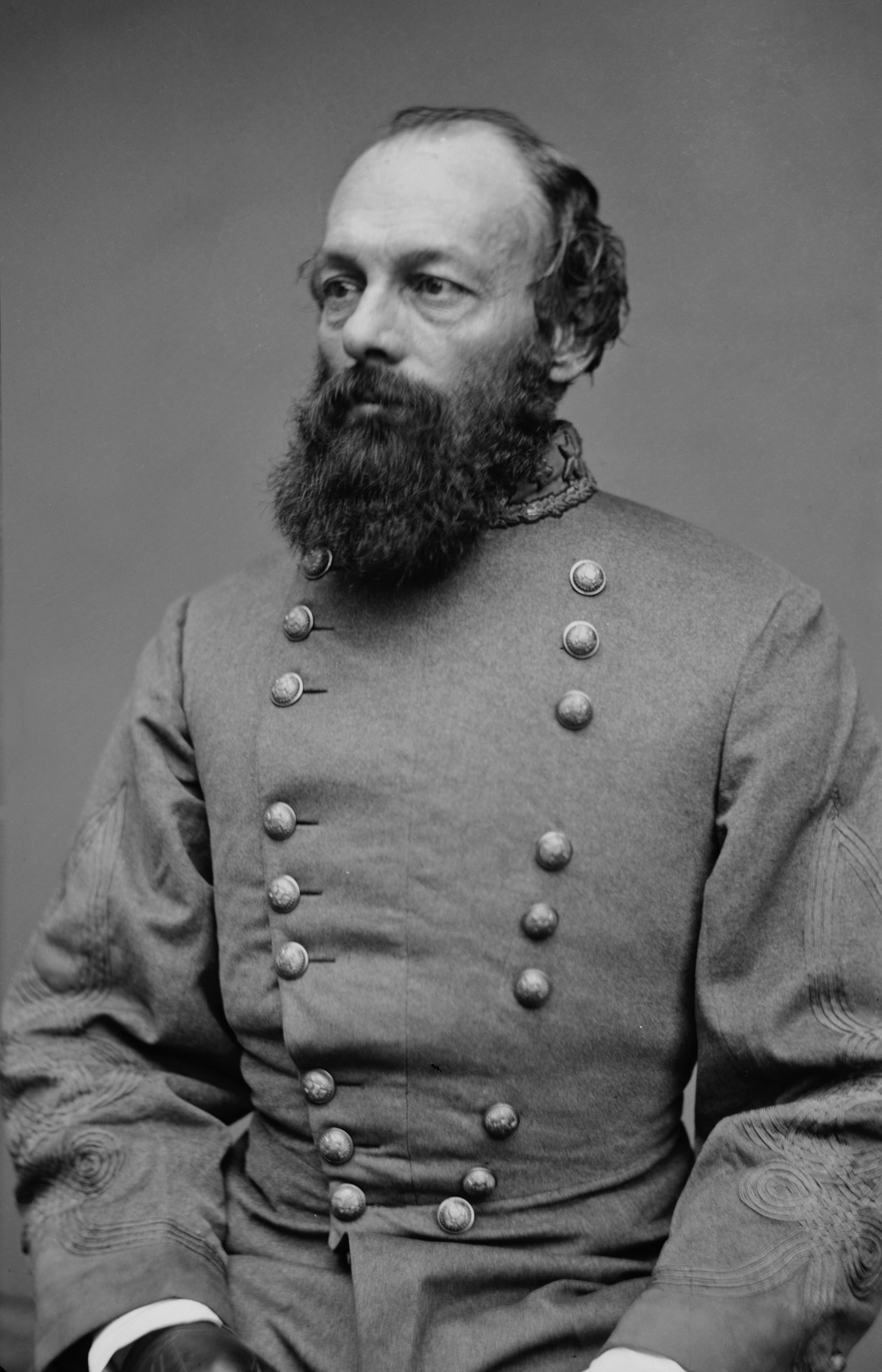
Edmund Kirby Smith. Le supérieur direct de Richard Taylor. Sa décision de prélever trois divisions d'infanterie sur les effectifs de Taylor, pendant la campagne, envenima à jamais les relations entre les deux hommes.

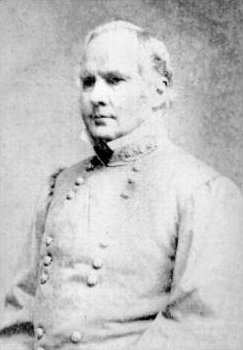
Sterling Price, responsable du Département de l'Arkansas.

### Confédérés
Les forces confédérées provenaient du Département trans-Mississippi, commandé par E. Kirby Smith.
1. District du Louisiana occidental, commandé par Richard Taylor, avec environ 10 000 hommes et composé de deux divisions d'infanterie, deux brigades de cavalerie et la garnison de Shreveport.
2. District de l'Arkansas, commandé par Sterling Price, avec environ 11 000 hommes et composé de trois divisions d'infanterie et une division de cavalerie. Au commencement de la campagne, Smith ordonna à deux divisions appartenant à l'infanterie de Price de rejoindre la Louisiane.
3. District du Territoire indien (Indian Territory, aujourd'hui l'Oklahoma), commandé par Samuel Maxey, avec quelque 4 000 hommes répartis en trois brigades de cavalerie.
4. District du Texas, commandé par John Magruder, avec 15 000 hommes, pour la plupart des cavaliers. Au commencement de la campagne, Smith ordonna à Magruder de lui faire parvenir autant d'hommes que possible. Pendant la campagne, près de 8 000 cavaliers arrivèrent du Texas pour soutenir Taylor en Louisiane ; les unités arrivèrent cependant lentement, et pas toutes ensemble.

### Union
Les forces de l'Union se composaient de quatre éléments, dont les trois premiers coopéraient :
1. Les troupes du Département du Golfe, commandées par Banks, avec deux divisions d'infanterie du XIIIe Corps, deux divisions d'infanterie du XIXe Corps, une division de cavalerie et une brigade d'afro-américains, soit, au total, quelque 20 000 hommes.
2. 10 000 hommes des XVIe et XVIIe Corps de l'armée nordiste du Tennessee commandés par A. J. Smith.
3. 7 000 hommes commandés par le général Steele et rattachés au Département de l'Arkansas.

### Forces navales

#### Forces fédérales

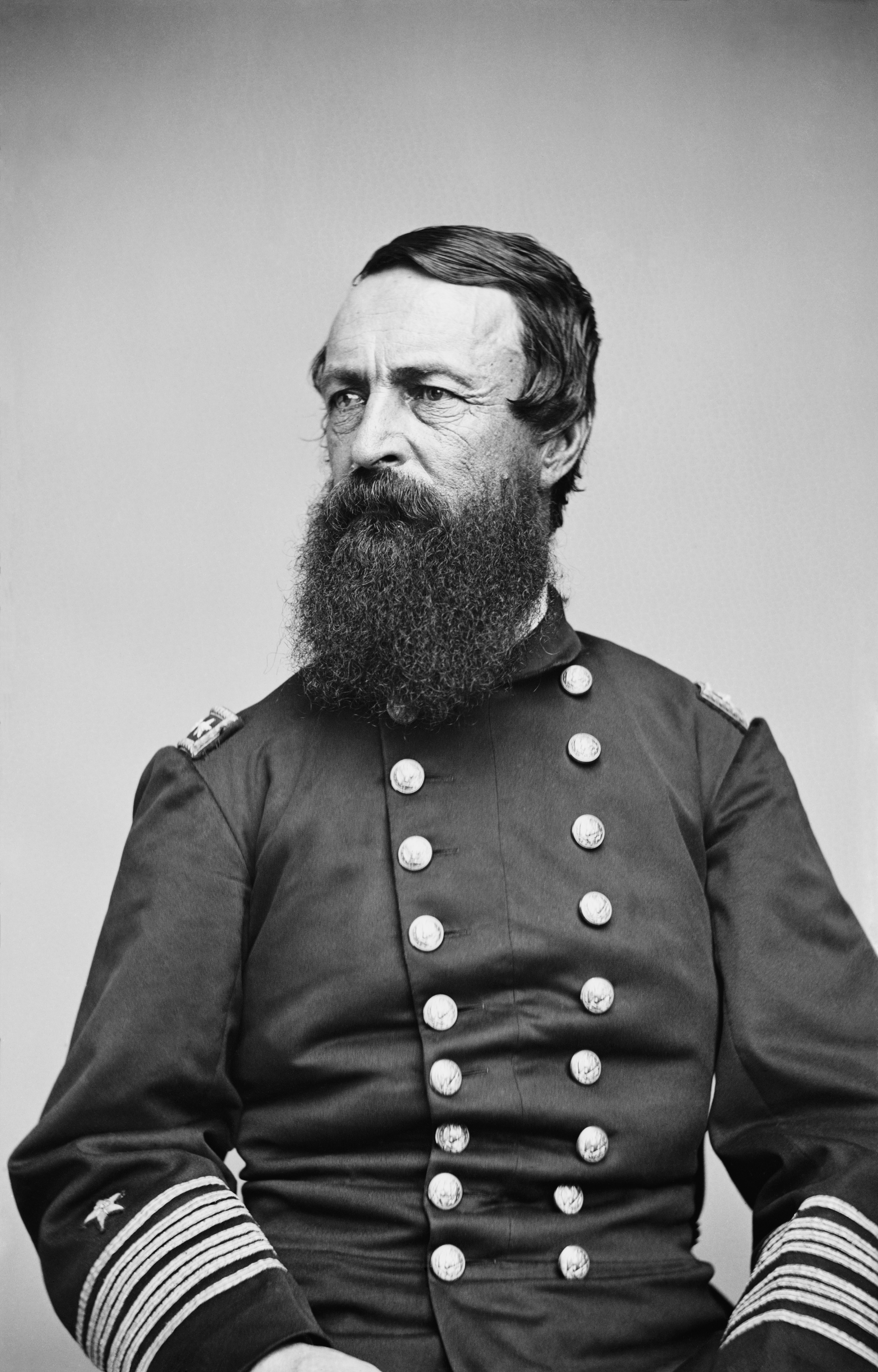
David DIxon Porter commandait la flotte fluviale fédérale pendant la campagne de la Red River.

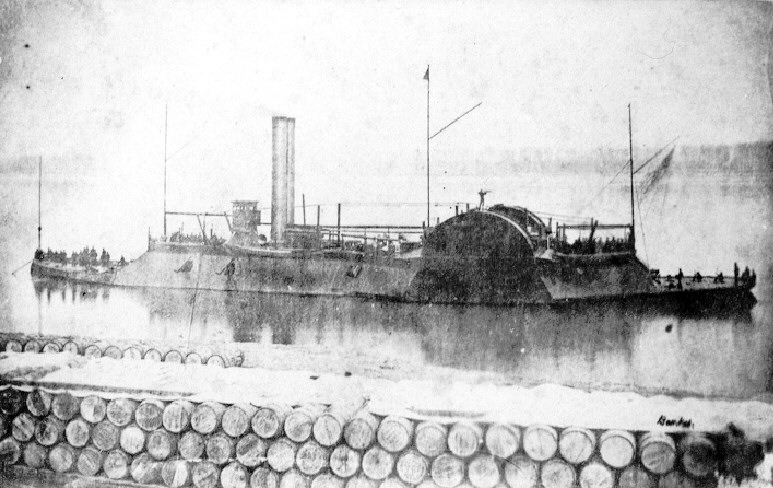
Le cuirassé fluvial USS Eastport qui sera sabordé pendant l’expédition.

Pour cette expédition au long de la Red River, l’escadre du Mississippi va détacher un grand nombre de bâtiments, sous le commandement du contre-amiral David D. Porter. On trouve dix cuirassés fluviaux, 3 monitors, 11 « tinclads », un « timberclad », un bélier et un bon nombre de navires de soutien.

#### Forces confédérées
À Shreveport, les sudistes disposent d’un cuirassé fluvial, CSS Missouri, d’une canonnière CSS Cotton et d’un bélier CSS Webb.

## Étapes de la campagne

### Préparatifs

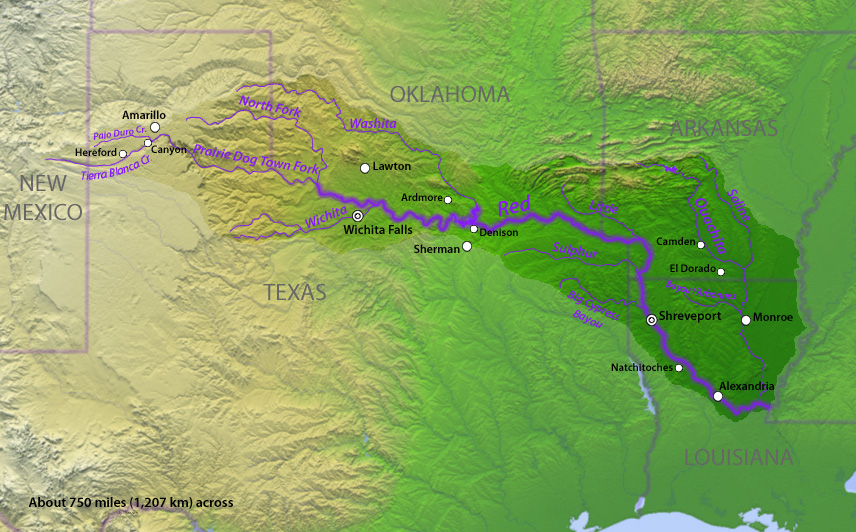
Plans de Halleck pour la campagne de la Red River.

Le plan de Halleck, finalisé en janvier 1864, prévoyait que Banks emmène 20 000 hommes de la Nouvelle-Orléans jusqu'à Alexandria (Louisiane), en passant par le Bayou Teche, où ils rejoindraient les 15 000 soldats prélevés sur les effectifs du major-général William Tecumseh Sherman et descendus de Vicksburg (Mississippi) sous le commandement du brigadier-général A.J. Smith. Les unités de Smith ne seraient à la disposition de Banks que jusqu'à la fin du mois d'avril. Elles devraient alors partir vers l'est où elles étaient attendues. Banks prendrait le commandement d'un effectif combiné de 35 000 hommes qui recevrait, en remontant la Red River vers Shreveport, le soutien du vice-amiral David Dixon Porter et de sa flotte de canonnières. Au même moment, 7 000 nordistes du département de l'Arkansas conduits par le major-général Frederick Steele descendraient de l'Arkansas pour rejoindre Banks au moment où celui-ci lancerait l'assaut contre Shreveport, et serviraient de garnison à la ville après sa capture.
Dans les premiers jours de mars 1864, ce plan était prêt à être mis en œuvre, après avoir pris un peu de retard dans les communications confirmant à Sherman et Porter de leurs rôles respectifs dans la stratégie définie par Halleck. Banks envoya à Sherman, Halleck et Porter un rapport préparé par le major David Houston qui démontrait sans équivoque qu'il serait quasiment impossible de tenir Sherveport et l'est du Texas sans disposer de ressources importantes. Le gros des effectifs de Banks, accompagnés par des unités de cavalerie nombreuses, mais mal formées, feraient route vers le nord en direction du cours moyen de la rivière et Banks autoriserait des spéculateurs de l'industrie du coton à l'accompagner, tandis que Porter fournirait des barges capables de stocker le coton réquisitionné.
Les Confédérés mirent du temps à saisir l'objectif réel de la campagne : était-ce la Red River, Mobile (Alabama) ou bien la côte du Texas ? Le général Edmund Kirby Smith, qui commandait le Département trans-Mississippi, n'en déplaça pas moins la plupart de ses hommes dans les environs de Shrevesport.

### Combats

Carte de la campagne de la Red River.

Le 10 mars, le major-général William Buel Franklin se mit en marche, quittant le sud de la Louisiane à la tête de l'avant-garde de l'armée du Golfe (sous Banks). Pendant ce temps, A. J. Smith et ses deux corps d'armée descendaient la rivière pour se rendre de Vicksburg (Mississippi) jusqu'à Simmesport (Louisiane). Le 14 mars, après avoir marché toute la nuit, les hommes de Smith prirent par surprise la garnison de Fort de Russy, sur la Red River, y firent 317 prisonniers confédérés et s'emparèrent de la seule pièce d'artillerie lourde des rebelles. Cette action marqua le coup d'envoi de la campagne. L'amiral Porter libéra le cours de la rivière, obstrué par un gigantesque train de troncs flottants. Taylor dut battre en retraite, abandonnant Alexandria (Louisiane), et laissant le sud et le centre de la Louisiane aux mains de l'Union.
Le 20 mars 1864, les Fédéraux de A. J. Smith arrivèrent à Alexandria, avec le projet d'y retrouver les forces de Banks placées sous le commandement direct de Franklin. Cependant, Franklin n'arriva sur place que le 25 mars et Banks, qui avait fait le trajet indépendamment de ses hommes, le 26. Ces contretemps furent les premiers d'une longue liste de soucis logistiques qui envenimèrent les relations entre Banks et ses subordonnés pendant toute la campagne. Tandis qu'il attendait l'arrivée de Banks, Smith dépêcha le brigadier-général Joseph Anthony Mower contre la cavalerie de Taylor et poste avancé situé à Henderson's Hill, en amont d'Alexandria, mission dont Mower s'acquitta avec succès (21 mars). Près de 250 Confédérés et une batterie de quatre canons furent capturés sans qu'un coup de feu ne soit échangé.
En arrivant à Alexandria, Banks trouva un message important qui l'attendait. Deux semaines auparavant, le 12 mars 1864, le général Ulysses S. Grant avait été nommé général en chef des armées de l'Union, en remplacement de Halleck. Dans son message, Grant confirmait qu'il était « important de prendre Shreveport dès que possible », car les unités de A. J. Smith devaient être renvoyées à Sherman pour la mi-avril « même si cela doit vous conduire à abandonner le principal objectif de votre expédition. »
Kirby Smith pouvait lever près de 80 000 hommes, mais il n'arrivait pas à décider vers où se diriger pour faire face aux trois contingents nordistes qui avançaient alors sur Shreveport. À aucun moment pendant la campagne, Taylor n'engagea plus de 18 500 soldats.
À la fin mars, les hommes de Banks avaient atteint Natchitoches, à une centaine de kilomètres seulement au sud de Shreveport. Les hommes de Franklin avaient été retardés d'au moins une semaine par la pluie, mais cela n'avait pas d'importance car l'amiral Porter avait pris lui aussi du retard : la rivière n'ayant pas atteint son niveau de saison, il avait eu des difficultés à faire passer à ses canonnières les chutes d'Alexandria, parsemées de mines. Porter avait aussi perdu du temps à essayer de collecter du coton dans l'intérieur des terres. Taylor établit ses troupes à une quarantaine de kilomètres au nord-est, à Pleasant Hill, avec moins de 20 000 hommes. Une semaine plus tard, quand Banks eut assemblé plus de ravitaillement, il reprit sa progression.
Depuis le 21 mars, les escarmouches entre les cavaleries et les escadrilles fluviales des belligérants n'avaient pas cessé. Le 2 avril, une division de la cavalerie nordiste, conduite par le brigadier-général Albert Lindley Lee, vint buter contre 1 500 cavaliers rebelles texans qui arrivaient sur les lieux. Ces Confédérés s'opposèrent à l'avancée des troupes de l'Union. Celles-ci avaient été informées qu'outre les hommes de Taylor et la cavalerie, d'autres unités rebelles se trouvaient sur leur route. Les gradés nordistes ne pensaient pas que les Confédérés leur opposeraient une résistance sérieuse, exception faite de la flottille fluviale.
L'armée de Banks suivit Taylor et sa cavalerie sous le couvert dense d'une forêt de pins à l'écart de la rivière. L'approche de Pleasant Hill fut particulièrement lente pour les Nordistes, tandis que Taylor continuait à reculer vers Shreveport.

### Bataille de Mansfield
Le 7 avril des combats de cavalerie, souvent démontée, avaient fait rage à Wilson's Farm et à Tenmile Bayou. Le 8 avril, les Nordistes de Lee chargèrent un petit détachement de la cavalerie confédérée à la plantation Moss, à cinq kilomètres au sud de Mansfield, Louisiana, et les chassèrent de Honeycutt Hill. Taylor avait stationné la division d'infanterie du brigadier-général Alfred Mouton dans les bois le long d'une clairière au nord de Honeycutt Hill et à l'est de la route. Voyant les effectifs ennemis grossir, Lee demanda le soutien de l'infanterie. La division de Landram (2 400 hommes, XIIIe Corps) fut envoyée en renfort et déployée face à Mouton. Banks arriva sur le front pour évaluer la situation. Pendant ce temps, Taylor positionnait une seconde division d'infanterie (Walker) dans les bois de l'autre côté de la route. Son arrivée donnait à Taylor l'avantage numérique — 9 000 hommes, contre 5 000 pour Banks — et la ligne de l'Union se déployait sur sa droite, face à Mouton, avec une simple brigade de cavalerie pour tenir l'aile gauche.
Taylor avait tablé sur une attaque lancée par Banks, mais un duel d'artillerie le convainquit que les Nordistes étaient en difficulté et ne prendraient pas l'initiative. Vers 16 heures, il ordonna à ses hommes d'attaquer. Alfred Mouton, entraînant ses fantassins à travers un champ de 700 mètres de large, attaqua la droite de l'Union, rangée derrière une clôture. Tandis que l'assaut de Mouton était repoussé par les fantassins de Landram, Taylor fit avancer tout le reste de sa ligne, avec la division de Walker, contre la gauche de l'Union. Les hommes de Walker balayèrent la division de cavalerie et débouchèrent derrière le reste des forces nordistes. Banks avait demandé du renfort, mais ils étaient en retard. La ligne des Fédéraux s'effondra et de nombreux soldats appartenant à la division de Landram furent capturés. Quelques centaines de mètres plus bas, sur la route, les renforts (la division de Cameron) établirent une seconde ligne, mais elle fut elle aussi brisée par les hommes de Taylor, supérieurs en nombre. Le train d'équipage de la cavalerie de l'Union obstruait la route et l'artillerie, incapable de s'extraire de la mêlée, fut capturée. Les Confédérés s'arrêtèrent pour piller les fourgons abandonnés par les Nordistes, ce qui donna aux troupes de Banks le temps dont elles avaient besoin pour se replier.
Tandis que le commandement confédéré se réorganisait pour lancer la poursuite, les rebelles se heurtèrent à une troisième force de l'Union, les 5 800 hommes du général William Emory, installés de part et d'autre d'une crête dominant Chatman's Bayou. Les rebelles pressèrent leurs ennemis, mais la division d'Emory leur résista. Mais les Fédéraux, en manque d'eau, durent se retirer vers Pleasant Hill pour y retrouver les hommes de A. J. Smith.
La bataille de Mansfield était terminée. Les Fédéraux avaient perdu 2 400 hommes, dont la moitié appartenaient à la division de Landram (deux de ses huit régiments furent faits prisonniers et ses deux commandants de brigades furent blessés et capturés. De leur côté, les Confédérés déploraient la perte d'un millier d'hommes, dont Mouton, tué alors qu'il entraînait ses hommes lors de la première charge.

### Bataille de Pleasant Hill
Taylor ne s'aperçut de la retraite de Banks que le lendemain matin. Il ordonna alors aux cavaliers de Green de se lancer immédiatement à sa poursuite. Quand ils arrivèrent à proximité de la ligne de bataille de Banks, à côté de la localité de Pleasant Hill, Taylor fit reculer la cavalerie à un kilomètre et demi en attendant l'arrivée de l'infanterie. Celle-ci fit son apparition peu après midi, après avoir couvert 72 km en trente-six heures. Taylor les laissa se reposer deux heures avant de passer à l'attaque.
Les fantassins confédérés du brigadier-général Thomas J. Churchill ouvrirent les hostilités contre les Nordistes, pensant frapper leur aile, alors qu'ils s'en prenaient à leur centre. La cavalerie rebelle qui commit la même erreur fut durement frappée par un tir de flanc. Les hommes de Churchill parvinrent à faire plier le centre de l'Union, mais il se trouvèrent ainsi au milieu d'une ligne en forme de U, les divisions de réserve de A. J. Smith's formant la base du U. Une partie de la droite avancée de l'Union avait également fléchi, mais les unités de Smith et celles de Mower lancèrent une contre-attaque et, avec l'aide des régiments voisins, mirent en déroute les troupes de Taylor qui durent abandonner Pleasant Hill. Quelques pièces d'artillerie furent ainsi reprises.
À court d'eau et de fourrage pour les chevaux, incapable de localiser ses bateaux de ravitaillement et tiraillé entre les avis contradictoires de ses subordonnés, Banks ordonna une retraite rapide vers l'aval, vers Natchitoches et Grand Ecore. Lors de la bataille de Pleasant Hill, les belligérants perdirent chacun 1 600 hommes environ. C'était une victoire tactique pour les Fédéraux, mais un succès stratégique pour les Confédérés, parce que l'armée de l'Union avait battu en retraite après la bataille.

## Smith scinde les forces confédérées
Sur la rivière, les Confédérés avait creusé une dérivation afin de faire chuter le niveau, déjà bas, de la Red River. Quand l'amiral Porter, qui remontait lentement le courant, apprit que Banks se retirait, il l'imita. Le 12 avril, il y eut un bref engagement à côté de l'embarcadère de Blair's Landing, au cours duquel le général de la cavalerie sudiste Thomas Green fut décapité par un obus de marine.
À Grand Ecore à côté de Natchitoches, Banks reçut des ordres confidentiels de Grant lui demandant de déplacer son armée vers la Nouvelle Orléans. Le niveau de la rivière continuait à baisser et les transports de ravitaillement durent redescendre vers l'aval. Banks dut bientôt affronter la rancœur de A. J. Smith, de la marine et des autres généraux, tous dépités d'être associés à ce qui était perçu comme une défaite.
En dépit des protestations de Taylor, le général Kirby Smith décida de prélever trois divisions d'infanterie sur les effectifs de Taylor et de les conduire vers le nord jusqu'en Arkansas pour écraser l'armée de Steele. Ce dernier ne rejoignit jamais Shrevesport, en raison des difficultés d'approvisionnement et des accrochages avec les Confédérés. L'expédition de Camden se termina avec la retraite de Steele vers Little Rock. Smith laissa à Taylor une division d'infanterie et la cavalerie, pour qu'il puisse continuer à harceler Banks. Ayant appris que certains des 5 000 hommes de Taylor s'étaient portés au sud de sa position et que la flotte avait appareillé pour Alexandria, Banks ordonna à ses hommes de se retirer de Grand Ecore. À la bataille de Monett's Ferry, le 23 avril, une partie des forces de Banks traversa la Cane River, sur l'aile des Confédérés et mit en déroute une division de la cavalerie sudiste commandée par le général Hamilton P. Bee. Le reste de la marche jusqu'à Alexandria se déroula sans incident, mais Porter fut pris en embuscade à l'embouchure de la Cane River après qu'il se fut attardé pour faire sauter le USS Eastport qui en encombrait le chenal,.

## Retraite de Banks

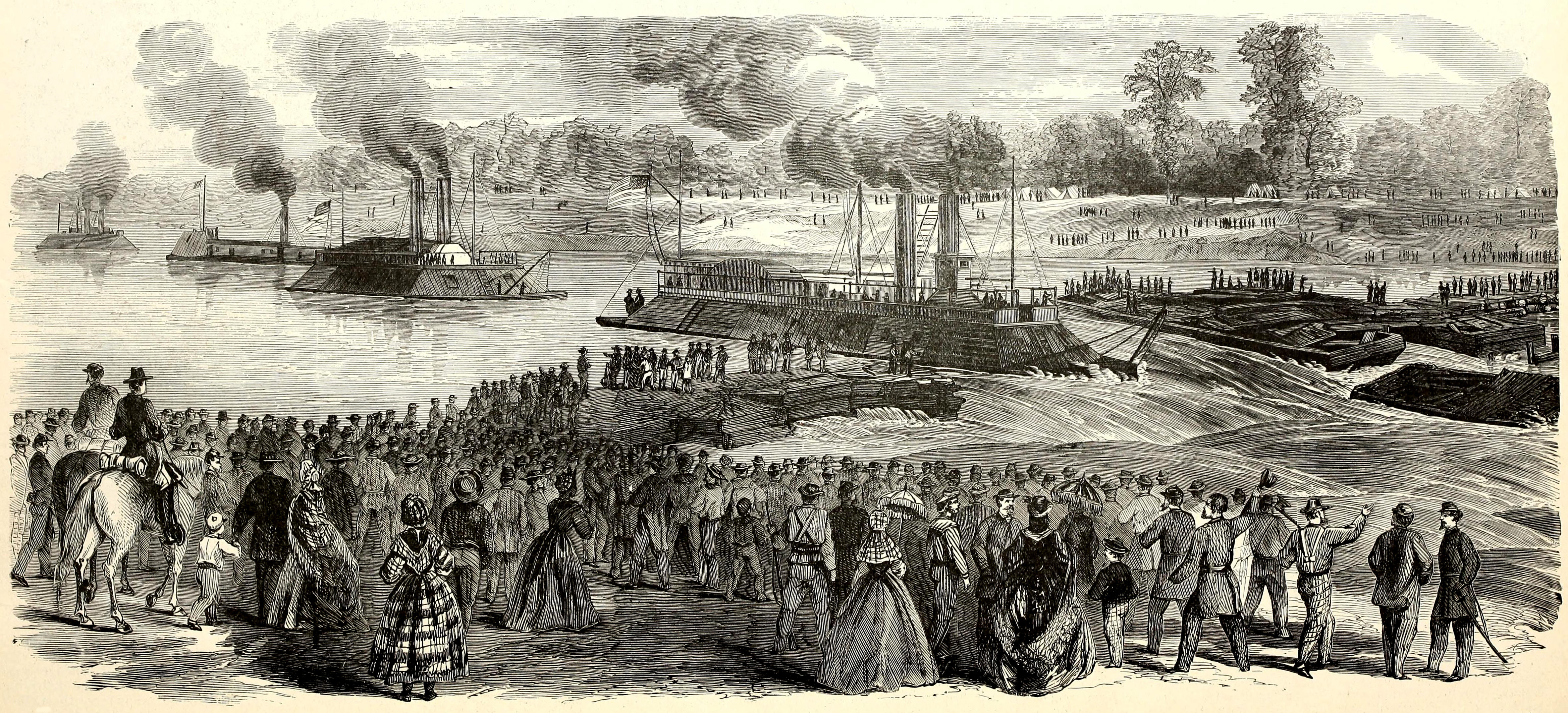
Gravure publiée dans la presse de l'époque, montrant la flotte de Porter au passage de Bailey's Dam.

À Alexandria, les relations entre Banks et son entourage se détériorèrent. Chaque partie s'épanchait et répandait sa version des faits dans les journaux. Le général John Alexander McClernand arriva avec des renforts en provenance du Texas, apportant avec lui les mauvaises relations qu'il entretenait déjà avec A. J. Smith et Porter. Smith n'obéissait qu'aux ordres qui lui convenaient.
Porter ne put faire franchir les chutes d'Alexandria à la plupart de ses cuirassés. Le colonel Joseph Bailey conçut le projet d'un barrage (Bailey's Dam), auquel Banks consacra alors toute son attention. Plusieurs bateaux parvinrent à passer avant l'effondrement partiel du barrage. Un barrage additionnel, installé en amont, permit d'élever le niveau des eaux et de reprendre la navigation. Pendant que les Fédéraux quittaient Alexandria, la ville et ses stocks de coton furent — pour des raisons qui sont toujours débattues — la proie des flammes, au grand dam des spéculateurs.
Taylor tenta de tromper le commandement de l'Union en lui faisant croire que ses troupes étaient plus nombreuses, mais il ne chercha pas à empêcher la construction du barrage. Il ferma le cours inférieur de la rivière en attaquant les navires, mais, alors qu'il avait promis de couper la route du repli aux forces fédérales, il ne put empêcher ces derniers de lui échapper. Il accusa Kirby Smith de ne pas lui avoir porté assistance. Sur la route du Mississippi, le 16 mai, des combats eurent lieu à Mansura, avec très peu de victimes. Le dernier combat de la campagne eut lieu le 18 mai dans le Yellow Bayou, avec des pertes importantes. Des bateaux de transports de troupes furent liés ensemble pour permettre aux Fédéraux de traverser le cours de la rivière Atchafalaya. Le général Banks, en arrivant sur les rives du Mississippi, retrouva le général Edward Canby, qui venait d'être nommé, au-dessus de Banks, à la tête d'un nouveau Département militaire régional.

## Conséquences
La campagne de la Red River fut un échec pour l'Union, mais son issue n'eut pas un impact décisif sur le cours de la guerre. Inversement, il est possible qu'elle ait contribué à prolonger le conflit de plusieurs mois, en détournant les troupes fédérales d'objectifs beaucoup plus importants, comme la capture de Mobile (Alabama), qui ne fut acquise qu'en 1865, alors qu'elle aurait sans doute pu advenir dès juin 1864 sans la mobilisation de la campagne de la Red River
L'échec de la campagne marqua la fin de la carrière militaire de Banks. Ses campagnes pour se faire élire au Congrès, après la guerre, furent polluées par les controverses concernant sa retraite, l'intervention des spéculateurs, l'utilisation de la flotte pour transporter le coton. L'amiral Porter réalisa de gros profits pendant la campagne grâce à la vente du coton, considéré comme prise de guerre.
Les Confédérés avaient perdu deux officiers de premier plan : Mouton et Green, et ils avaient subi un niveau de pertes qu'ils ne pouvaient pas se permettre. Qui plus est, les rapports entre Taylor (l'intrépide) et Smith (le prudent) s'étaient définitivement détériorés en raison de la décision de Smith de prélever la moitié de l'effectif de Taylor après Pleasant Hill. Jusqu'à sa mort, Taylor regretta de ne pas avoir saisi l'opportunité qui se présentait à lui de s'emparer de la flotte de l'Union pendant qu'elle se trouvait à sa portée et sans défense, en amont des chutes d'Alexandria. Il était convaincu que Smith lui avait fait perdre l'occasion de paralyser les troupes de l'Union. Le litige entre les deux généraux obligea le commandement sudiste à transférer Taylor, peu de temps après la campagne, à la tête du Département de Louisiane orientale, du Mississippi et de l'Alabama.